# Kič
Kič (/kɪtʃ/; izposojena beseda iz nemščine) je izraz, ki se uporablja za umetnost in oblikovanje, ki se dojema kot naivno posnemanje, pretirano ekscentrično, nepotrebno ali banalnega okusa.
Sodobna avantgarda je tradicionalno nasprotovala kiču zaradi njegovih melodramatičnih teženj, površnega odnosa do človeškega stanja in naturalističnih standardov lepote. V prvi polovici 20. stoletja se je kič uporabljal za množično proizvedene, popkulturne izdelke, ki jim je manjkala konceptualna globina likovne umetnosti. Vendar pa je kič od pojava pop arta v 1950-ih pridobil novo visokobrbovski pridih, pogosto uporabljen na zavestno ironične, humorne ali resne načine.
Označevanje vizualne umetnosti kot kič je pogosto še vedno slabšalno, čeprav ne izključno. Umetnost, ki se šteje za kič, lahko uživamo na povsem pozitiven in iskren način. Na primer, ima sposobnost, da je nenavadna, ne da bi bila na prvi pogled žaljiva, kot na primer na slikah Psi igrajo poker.
Poleg vizualne umetnosti se lahko kakovost kiča uporablja za opis glasbenih, literarnih ali drugih ustvarjalnih del. Kič se nanaša na camp, saj oba vključujeta ironijo in ekstravaganco.

## Opomba
1. ↑  Despite being a direct borrowing from modern German, kitsch is most often left uncapitalized and without italics (cf. Gestalt psychology, Sonderweg). Pronunciation may also be colloquially realized as /kɪʃ/